# Alice Faber Tryon
Pour les articles homonymes, voir Tryon.
Alice Faber Tryon (1920-2009) est une botaniste américaine spécialisée dans la systématique des fougères et d'autres plantes à spores dispersées (ptéridologie). Elle s'intéressait à deux domaines généraux dans son travail, d'abord l'intégration de l'utilisation des motifs de surface des spores dans la compréhension de la diversité et de la systématique des fougères, et ensuite la famille des fougères Pteridaceae.

## Biographie
Alice Faber Tryon est née Alice Elizabeth Faber à Milwaukee, Wisconsin, le 2 août 1920, d'Arthur et Laura Bindrich Faber.
Alice Tryon obtient son baccalauréat en 1941 au Milwaukee State Teacher's College (aujourd'hui l'université du Wisconsin). Elle termine sa thèse de maîtrise sur l'utilité taxonomique des caractères des spores dans le genre de spikemoss selaginella à l'université du Wisconsin en 1945. Elle obtient son doctorat à l'université de Washington en 1952, où sa thèse portait sur la diversité et la taxonomie des espèces du Nouveau Monde de Pellaea, un genre de fougères adaptées aux conditions xériques dans la famille des pteridaceae. Elle commence à travailler avec Rolla Milton Tryon, Jr. en 1945 alors qu'elle est étudiante à l'université du Wisconsin-Madison. En 1946, elle devient membre de l'American Fern Society et devient membre honoraire en 1978. Les Tryon ont déménagé à Harvard en 1958, où ils ont passé la majorité de leur carrière professionnelle. À Harvard, ils ont organisé et offert une conférence annuelle sur les fougères de la Nouvelle-Angleterre, qui a réuni des étudiants et des professeurs dans un cadre informel et productif. Devenue la première femme membre du New England Botanical Club en 1968, Tryon est élue présidente en 1978.
Après avoir pris leur retraite de Harvard, les Alice Tryon ont fondé l'Institute for Systematic Botany et ont financé la Alice Tryon Lecture Series.
Tout au long de sa carrière, elle travaille en étroite collaboration avec son mari, voyageant dans le monde entier et publiant fréquemment ensemble — y compris leur étude systématique des fougères, en mettant l'accent sur l'Amérique tropicale,,. Son travail sur les motifs de surface des spores est amélioré par l'incorporation d'images de microscopie électronique à balayage. Avec Bernard Lugardon, une autorité sur la structure intérieure des spores de fougères utilisant des images de microscopie électronique à transmission, elle publie une étude complète de la diversité des spores de fougères en 1991. Tryon a également apporté des contributions importantes à l'étude de la biologie de la reproduction des fougères avec ses études sur l'apomixie chez Pellaea,.
En 2002, sa collection est donnée à la Alice and Rolla Alice Tryon Pteridophyte Library de l'Université du Vermont.
En 2014, Alice Tryonia est décrit comme un nouveau genre de fougère taenitidoïde dans les Pteridaceae, séparé de Jamesonia et Eriosorus. Le nom honorait Alice Tryon pour son travail « extraordinaire » dans la systématique des fougères, qui comprenait la publication de révisions des deux genres précédents.
Tyron décède le 29 mars 2009 à Pensacola, en Floride.